# Ali Abad (district)
Ali Abad (ook gespeld als Aliabad; Farsi: علی‌آباد) is een district in Kunduz in het noorden van Afghanistan. De hoofdplaats van het district is 'Aliabad. Het district heeft 41.700 inwoners (2006).